# Lamarque-Pontacq
Lamarque-Pontacq is een gemeente in het Franse departement Hautes-Pyrénées (regio Occitanie) en telt 645 inwoners (1999). De plaats maakt deel uit van het arrondissement Tarbes.

## Geografie
De oppervlakte van Lamarque-Pontacq bedraagt 10,8 km², de bevolkingsdichtheid is 59,7 inwoners per km².

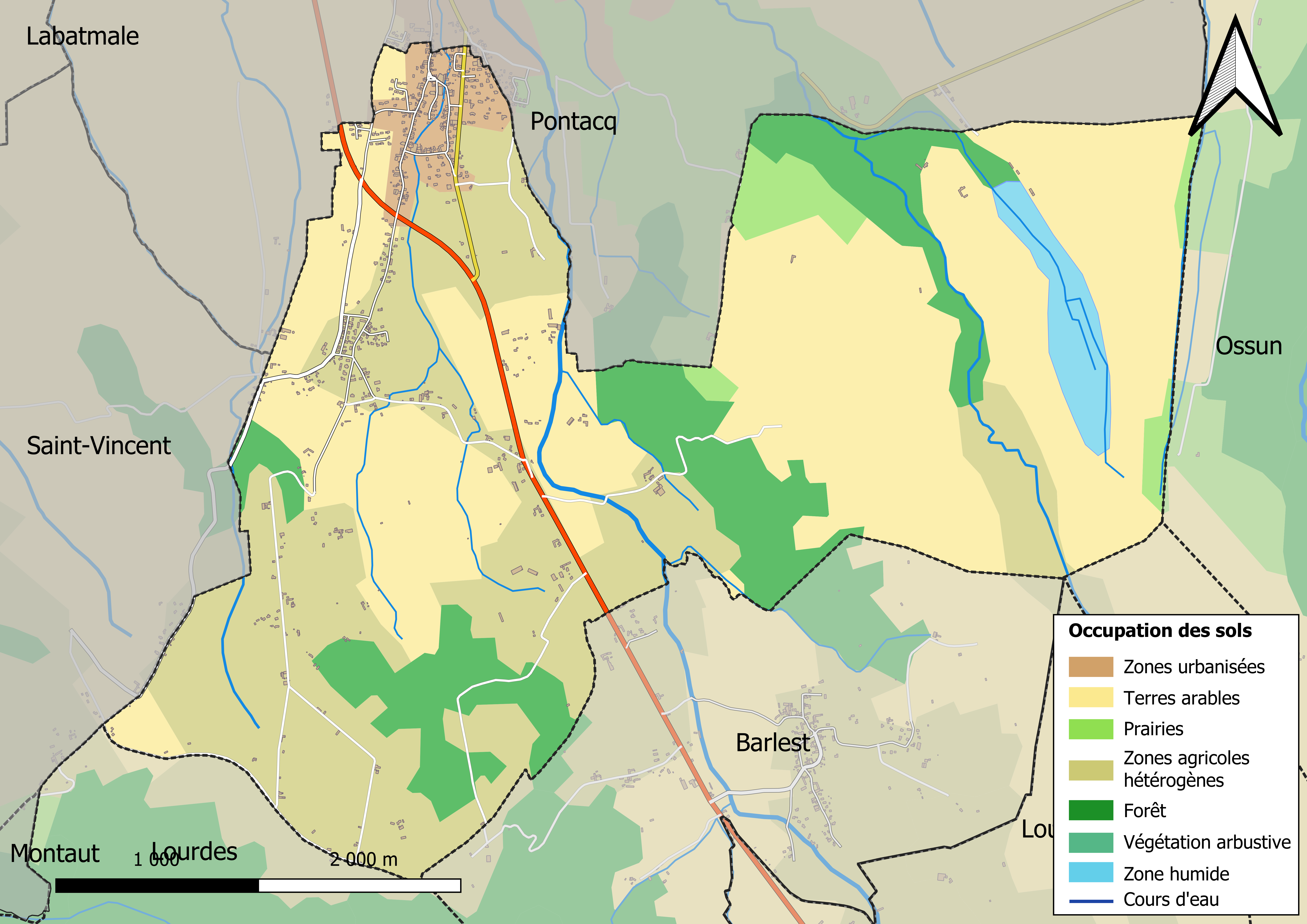
Kaart van de gemeente met belangrijkste infrastructuur, bodemgebruik en omliggende gemeenten

## Demografie
Onderstaande figuur toont het verloop van het inwonertal (bron: INSEE-tellingen).